# Medaille voor Vrouwelijke Verdienste

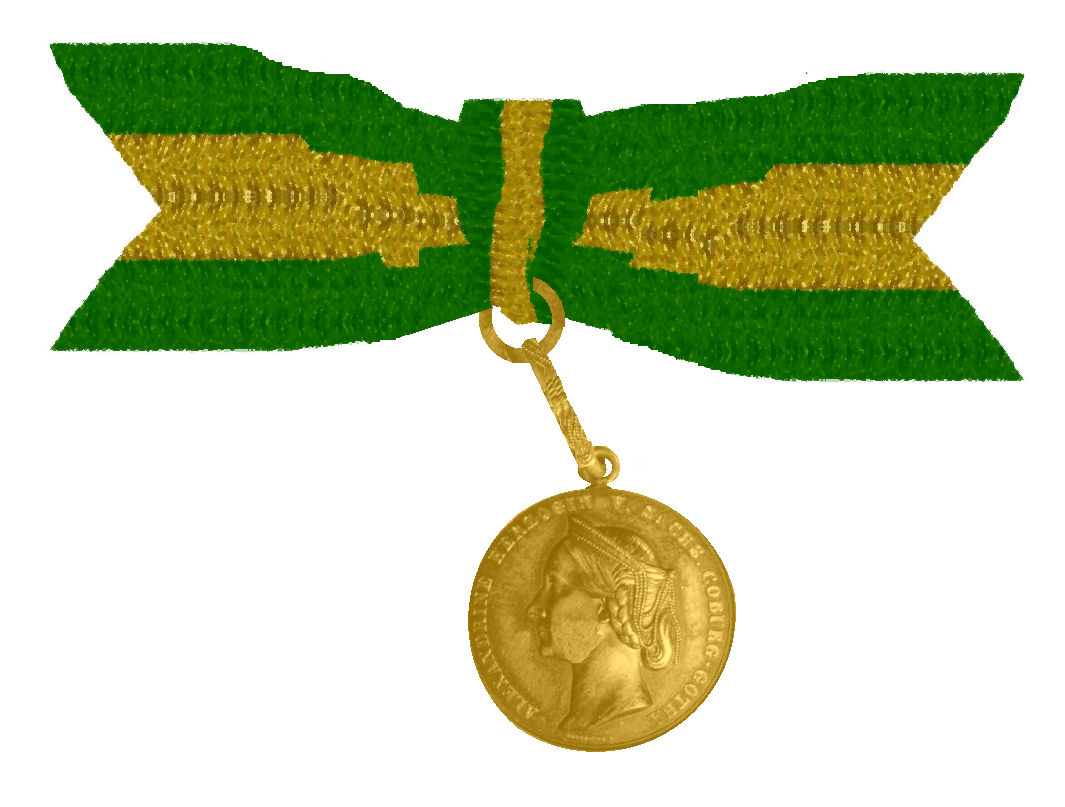
Medaille van hertogin Alexandrine

De Medaille voor Vrouwelijke Verdienste (Duits: Medaille für Weibliches Verdienst) was een onderscheiding van het kleine Duitse hertogdom Saksen-Coburg en Gotha. In de 19e eeuw werden in veel Duitse staten dergelijke medailles en onderscheidingen ingevoerd. De achtergrond was dat men in de 19e eeuw geen dames opnam in de ridderorden.
Er hebben in Saksen-Coburg en Gotha vier verschillende medailles voor Vrouwelijke Verdienste bestaan.
- Gouden Medaille voor Vrouwelijke Verdienste met het portret van hertogin Alexandrine (1969 - 1907)
- Gouden Medaille met Kroon voor Vrouwelijke Verdienste met het portret van hertogin Victoria Adelheid (1907 - 1917)
- Gouden Medaille voor Vrouwelijke Verdienste met het portret van hertogin Victoria Adelheid (1907 - 1917)
- Zilveren Medaille voor Vrouwelijke Verdienste met het portret van hertogin Victoria Adelheid (1907 - 1917)

De "gouden" medailles zijn in werkelijkheid van verguld zilver.
Op de voorzijde van de medaille met het portret van hertogin Alexandrine is de hertogin afgebeeld. Het rondschrift luidt "ALEXANDRINE HERZOGIN V. SACHS. COBURG-GOTHA". Op de keerzijde staat binnen een gesloten lauwerkrans "FÜR WEIBLICHES VERDIENST". Alexandrine stierf in 1904 maar de medaille werd ook na haar dood uitgereikt. De medaille werd aan een strik van groen-geel-groene gewaterde zijde op de linkerschouder gedragen. De medaille heeft een diameter van 26 millimeter en de mat vergulde zilveren medaille weegt 11 gram.
Op de voorzijde van de op 2 juli 1907 door Karel Eduard van Saksen-Coburg en Gotha ingestelde medailles van Victoria Adelheid is de hertogin afgebeeld. Het rondschrift luidt "VICTORIA ADELHEID HERZOGIN VON SAKSEN COBURG U. GOTHA". Op de keerzijde staat binnen een gesloten lauwerkrans "FÜR WEIBLICHES VERDIENST". De medaille werd aan een strik op de linkerschouder gedragen. De medaille heeft een diameter van 26 millimeter en de mat vergulde zilveren medaille weegt 12,27 gram.
De medailles zonder kroon werden met een aan de medaille gesoldeerde ring aan het lint bevestigd. Bij de kroon is door de rijksappel op de kroon een ring gehaald. De kroon is zeer plastisch met reliëf uitgebeeld en is onbeweeglijk aan de medaille vastgemaakt. De verbinding tussen de onbekroonde medailles en het lint kreeg de vorm van een lange smalle beugel en een kleine ronde ring.